# Erwin Heinzelmann
Erwin Heinzelmann (Fusagasugá, 1946 - Bogotá, 1980), dibujante e ilustrador colombiano.

## Biografía
Nace el 18 de diciembre de 1946, en Fusagasugá, departamento de Cundinamarca, donde el gobierno colombiano había concentrado indiscriminadamente a numerosos ciudadanos de origen alemán, ante el temor de que fuesen partidarios de Hitler.
Al terminar la Segunda Guerra Mundial, su padre retornó con la familia a Bogotá, donde Erwin inició sus estudios primarios y posteriormente se formó como artista autodidacta, fuertemente influenciado por los dibujantes e ilustradores estadounidenses de la posguerra, como Andrew Loomis, Walter Foster, Norman Rockwell y los catalanes Emilio Freixas y José María Parramón.
Desde la década de los sesenta colaboró con varias agencias de publicidad, al lado de publicistas como el poeta y crítico de arte J. Mario Arbeláez y el declamador Juan Harvey Caycedo.
A comienzos de los setenta instaló su taller de trabajo, como artista independiente, a pocos pasos del Museo Nacional. Pronto se convirtió en centro de reunión tanto de artistas como de intelectuales jóvenes, además de ser uno de los primeros centros de investigación parapsicológica  e investigaciones ufológicas. Estas últimas actividades, a la moda por esos años, las aprovechó Erwin para estudiar del natural las características fisiognómicas de sus contertulios.
Dueño de una particular técnica de dibujo a lápiz sobre cartón de grano duro, incursionó en el hiperrealismo de los años setenta.
En noviembre de 1974 realizó su primera exposición en una tienda de muebles, alcanzando un relativo éxito económico y buena acogida por la crítica local.
Al decir Erwin que él no intentaba ir más allá en los aciertos que el objetivo de los fotógrafos ni hacer alardes de luz y de sombras, el crítico de arte Jorge Moreno Clavijo expresó: "Y la verdad es que consigue ir más lejos en los cuadros suyos, pues jamás logrará el mecanismo de la fotografía igualar a cuanto puede hacer un artista que sabe los secretos de su oficio":
Refiriéndose a la depurada técnica de las obras expuestas, y el impecable efecto fotográfico del dibujo, Jota Mario Arbeláez comentó en el diario El Espectador: "¿Cómo le quedó el ojo, Mister Eatsman?" (citar fuente)
Entre 1976 y 1978 realizó pequeñas exposiciones, principalmente en galerías de arte patrocinadas por empresas aseguradoras en Bogotá.
Poco después de su fallecimiento, la Facultad de Contaduría de la Pontificia Universidad Javeriana realizó una exposición colectiva en homenaje a Erwin, al lado de varios de sus dibujos.
El Museo de Arte Erótico Americano, MAREA, incluyó obras de Heinzelmann en la exposición "El proceso erótico", en septiembre de 2005, en Suba, Cundinamarca.

## Técnica
Erwin describía así su técnica con el lápiz: "La cera es blanda y el grano del cartón es duro; al presionar suavemente con la mina la cera se deposita en las hendiduras formadas por el grano del cartón quedando espacios blancos; al efectuar una presión con fuerza la cera del lápiz se impregna en las hendiduras minúsculas del cartón transformando el blanco en negro."

## Temática
Además de numerosas ilustraciones publicitarias, en su corta trayectoria vital, Erwin Heinzelmann fue uno de los pocos artistas colombianos que tomaron la temática de la figura humana centrándose en los rasgos de la raza negra, lejos de estereotipos y del menosprecio racista.
"Trato de realzar y destacar el elemento belleza del cual están dotadas todas las formas. El rostro humano del negro tiende a expresar emociones más intensas, siendo esta una de las características de la raza negra. Esta característica me permite crear una composición equilibrada, trabajando la sombra de tal manera que el resultado es un dibujo hiperrealista".
Después de media década de trabajar la figura negra, Erwin se aproximó a las razas orientales, destacándose sus retratos de karatecas chinos
Falleció en Bogotá el 16 de mayo de 1980, en un accidente de tránsito, cuando conducía su motocicleta.

## Obras
Numerosos dibujos en gran formato se encuentran en colecciones particulares de Colombia, Europa y Estados Unidos.
Varios retratos de negras fueron reproducidos en litografías de tiraje limitado, en forma de pósteres o afiches.
Una serie retratos a color de personajes famosos fue adquirida por un laboratorio médico para ser reproducidos como tarjetas destinadas a su clientela.
En pintura, la obra de Heinzelmann fue muy limitada, conociéndose pocas acuarelas, tintas y óleos, entre los cuales sobresale un retrato de Beethoven, de brillante colorido, que el artista cubrió con una veladura negra.
La obra de Heinzelmannn está en espera de u n redescubrimiento por la crítica y su exposición al público.